# Glysjön
Glysjön är en sjö i Älvdalens kommun i Dalarna och ingår i Dalälvens huvudavrinningsområde. Sjön har en area på 0,273 kvadratkilometer och ligger 483,5 meter över havet. Sjön avvattnas av vattendraget Gljon.

## Delavrinningsområde
Glysjön ingår i det delavrinningsområde (682795-136617) som SMHI kallar för Inloppet i Glysjön. Medelhöjden är 505 meter över havet och ytan är 6,52 kvadratkilometer. Det finns ett avrinningsområde uppströms, och räknas det in blir den ackumulerade arean 17,35 kvadratkilometer. Gljon som avvattnar avrinningsområdet har biflödesordning 4, vilket innebär att vattnet flödar genom totalt 4 vattendrag innan det når havet efter 508 kilometer. Avrinningsområdet består mestadels av skog (71 procent) och sankmarker (25 procent). Avrinningsområdet har 0,26 kvadratkilometer vattenytor vilket ger det en sjöprocent på 3,9 procent.